# Heesfelder Mühle
Die Heesfelder Mühle ist ein Ortsteil und eine als Kulturdenkmal unter Schutz gestellte Wassermühle in Halver im Märkischen Kreis im Regierungsbezirk Arnsberg in Nordrhein-Westfalen (Deutschland).

## Lage und Beschreibung
Die Heesfelder Mühle liegt auf 275 Meter über Normalnull im nordöstlichen  Halver an der Bundesstraße 229. Nachbarorte sind Ostendorf, Gehärte, Husen, Bocherplatz, Bochen, Neuenhaus, Bruch, Oeckinghausen, Steinbach und Carthausen, sowie Heesfeld und Heesfelder Hammer. Westlich erhebt sich die 350 Meter über Normalnull hohe Susannenhöhe. Die Hälver durchfließt den Ort und treibt den Mahlgang an.
Die Heesfelder Mühle und das benachbarte, ebenfalls denkmalgeschützte Schulhaus wird von dem Förderverein Heesfelder Mühle e. V. erhalten und gepflegt. In einem Bioladen werden landwirtschaftliche Produkte verkauft. In dem alten Schulhaus werden als Außenstelle des Standesamtes Halver Trauungen durchgeführt.

## Geschichte

Heesfelder Mühle im Hälvertal

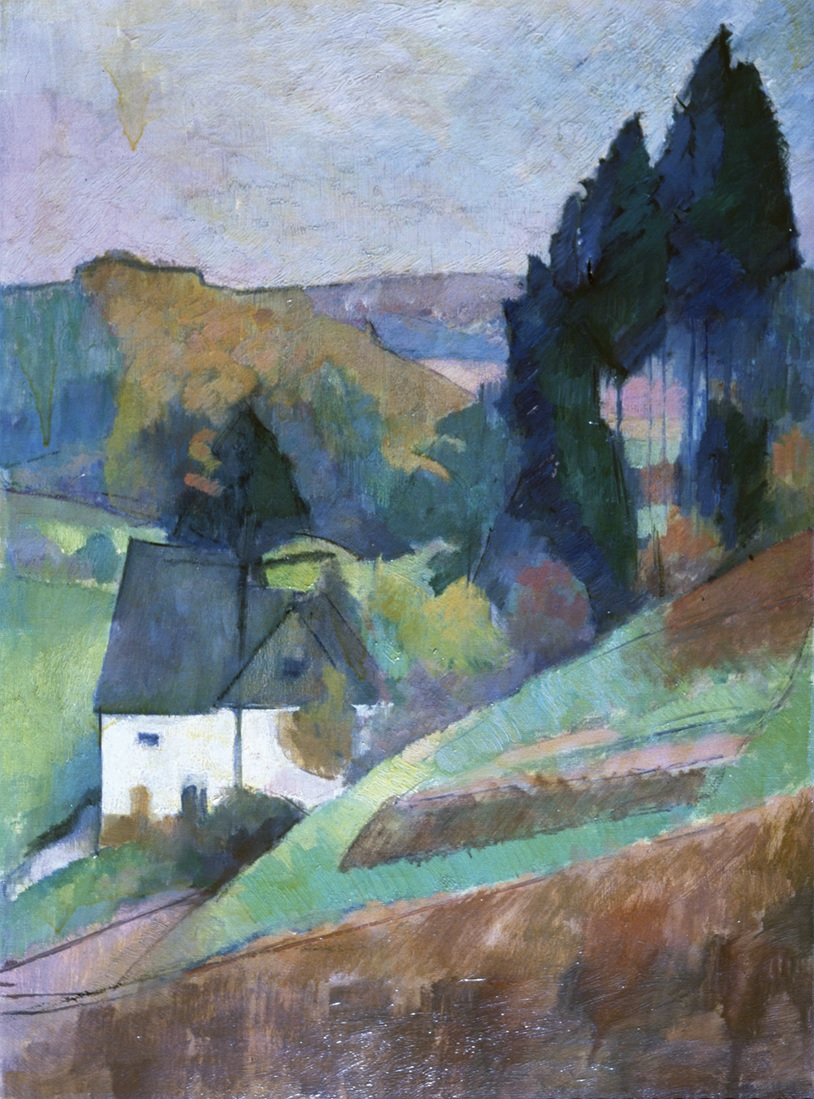
Franz Nölken: Hälvertal mit der Schule Heesfeld an der Heesfelder Mühle (1912)

Die Heesfelder Mühle wurde erstmals 1465 urkundlich erwähnt, die Entstehungszeit der Mühle wird aber im Zeitraum zwischen 1300 und 1400 in der Folge der zweiten mittelalterlichen Rodungsperiode vermutet. Die Heesfelder Mühle war ein Abspliss von Heesfeld.
Nach der Nutzung als Getreidemühle wurden die Mahlgänge der Mühle seit 1700 als Ölpresse (Ölmühle) und ab 1850 als Knochenmühle genutzt.
1782 wurde an der Mühle die ca. sechs mal sieben Meter große Dorfschule mit einem Klassenraum errichtet. Ein Ziegenstall, eine Wohnküche im ersten Obergeschoss und eine Schlafkammer im Dachgeschoss dienten der Versorgung und als Unterkunft des Lehrers. Gegen Ende des 19. Jahrhunderts wurden Teile des Schulgebäudes als Kleinschmiede genutzt.
1818 lebten acht Einwohner im Ort. 1838 gehörte Heesfelder Mühle als Heesfeldermühle der Oeckinghauser Bauerschaft innerhalb der Bürgermeisterei Halver an. Der laut der Ortschafts- und Entfernungs-Tabelle des Regierungs-Bezirks Arnsberg als Malmühle am Hälverbach kategorisierte Ort besaß zu dieser Zeit zwei Wohnhäuser, zwei Fabriken bzw. Mühlen und zwei landwirtschaftliche Gebäude. Zu dieser Zeit lebten 13 Einwohner im Ort, allesamt evangelischen Glaubens.
Das Gemeindelexikon für die Provinz Westfalen von 1887 gibt eine Zahl von 31 Einwohnern an, die in zwei Wohnhäusern lebten.